# هارمن سيزن
هارمن سيزين (26 ديسمبر 1940 - 5 أبريل 2025)، هو صحفي ومقدم برامج هولندي. من عام 1971 إلى عام 2002 كان مقدمًا للأخبار في محطة الأخبار العامة الهولندية «NOS Journaal» التلفزيون الهولندي.

## روابط خارجية
- هارمن سيزن على موقع IMDb (الإنجليزية)
- هارمن سيزن على موقع قاعدة بيانات الفيلم (الإنجليزية)